# Kerr Waddell
Kerr Waddell (* 14. Juni 1998 in Arbroath) ist ein schottischer Fußballspieler, der beim FC Montrose unter Vertrag steht.

## Karriere
Kerr Waddell spielte bis zum Jahr 2017 in der Jugend des FC Dundee. Als Spieler der U-20-Mannschaft des Vereins spielte Waddell im August 2016 im Challenge Cup gegen die Cove Rangers. Im weiteren Verlauf der Saison 2016/17 stand er einige Male im Profikader, kam dort allerdings nicht zum Einsatz. Im März 2017 wurde Waddell für vier Monate an den schottischen Viertligisten FC Clyde verliehen. Dabei absolvierte er sechs Ligaspiele. Nach seiner Rückkehr nach Dundee im August 2017 kam das Talent regelmäßig im Profikader unter Neil McCann in der Scottish Premiership zum Einsatz. Danach wurde er in den beiden folgenden Jahren jeweils zum FC Clyde und Greenock Morton verliehen. Im Jahr 2019 verließ er seinen Jugendverein aus Dundee und wechselte zum FC Montrose.